# Ctenomys lami
Ctenomys lami là một loài động vật có vú trong họ Ctenomyidae, bộ Gặm nhấm. Loài này được Freitas mô tả năm 2001.